# Кура (приток Видлицы)
Кура — река в России, протекает по Пряжинскому району Карелии.

## Общие сведения
Исток — Петозеро юго-восточнее Ведлозера, севернее населённого пункта Паннила. Устье реки — озеро Кинеярви на Видлице, в 50 км по левому берегу от её устья. Перед устьем принимает правый приток — Сармою. Длина реки составляет 29 км, площадь водосборного бассейна — 107 км².

## Данные водного реестра
По данным государственного водного реестра России относится к Балтийскому бассейновому округу, водохозяйственный участок реки — Водные объекты бассейна оз. Ладожское без рек Волхов, Свирь и Сясь, речной подбассейн реки — Нева и реки бассейна Ладожского озера (без подбассейна Свирь и Волхов, российская часть бассейнов). Относится к речному бассейну реки Нева (включая бассейны рек Онежского и Ладожского озера).
Код объекта в государственном водном реестре — 01040300212102000011594.